# Карл Пірсон (кіномонтажер)
Карл Лео Пірсон (англ. Carl Pierson) — американський кіномонтажер, який за свою тривалу кар'єру в Голлівуді працював над понад 200 стрічками. Насамперед, це були низькобюджетні вестерни для студій Monogram Pictures та Republic Pictures. Також він працював на телебаченні, та спродюсував й зрежисував декілька фільмів.

## Біографія
Карл Пірсон народився в Індіанаполісі, штат Індіана. Він був одружений двічі: на Мінерві Джейн Шервуд у 1924 році. Вона подала на розлучення у 1930 році. Другий раз Карл Пірсон був одружний на актрисі Мері, яка подала позов про розлучення у 1939 році. Від першого шлюбу народилась донька Лоіс.

## Фільмографія
- The Baby Cyclone (1928)
- Rose-Marie (1928)
- Таємничий острів (1929)
- The Florodora Girl (1930)
- Montana Moon (1930)
- The Law of the Sea (1931)
- A Strange Adventure (1932)
- The Girl from Calgary (1932)
- Broadway to Cheyenne (1932)
- Син Оклахоми (1932)
- Честь вершника (1932)
- Людина з краю пекла (1932)
- Vanishing Men (1932)
- Police Court (1932)
- Trailing North (1933)
- Sagebrush Trail (1933)
- Broken Dreams (1933)
- Вершники долі (1933)
- The Devil's Mate (1933)
- Гарцюючий Ромео (1933)
- Галантний дурень (1933)
- Втікач (1933)
- The Return of Casey Jones (1933)
- Diamond Trail (1933)
- Wine, Women and Song (1933)
- The Phantom Broadcast (1933)
- Breed of the Border (1933)
- The Fugitive (1933)
- На захід від Сингапуру (1933)
- Sensation Hunters (1933)
- Sing Sing Nights (1934)
- Під небесами Аризони (1934)
- Flirting with Danger (1934)
- Lost in the Stratosphere (1934)
- A Girl of the Limberlost (1934)
- Tomorrow's Youth (1934)
- Happy Landing (1934)
- Jane Eyre (1934)
- The Star Packer (1934)
- Million Dollar Baby (1934)
- Ренді їде наодинці (1934)
- Monte Carlo Nights (1934)
- The Man from Utah (1934)
- Blue Steel (1934)
- Manhattan Love Song (1934)
- House of Mystery (1934)
- Mystery Liner (1934)
- Захід розколу (1934)
- A Woman's Man (1934)
- The Lucky Texan (1934)
- Sixteen Fathoms Deep (1934)
- Frisco Waterfront (1935)
- Хребет беззаконня (1935)
- Cappy Ricks Returns (1935)
- Шлях на захід (1935)
- Honeymoon Limited (1935)
- Вершник світанку (1935)
- The Hoosier Schoolmaster (1935)
- The Desert Trail (1935)
- The Nut Farm (1935)
- Веселкова долина (1935)
- Таємнича людина (1935)
- Техаський жах (1935)
- Райський каньйон (1935)
- Reefer Madness (1936)
- I Cover Chinatown (1936)
- Red River Valley (1936)
- Western Gold (1937)
- The Outer Gate (1937)
- The Legion of Missing Men (1937)
- The Californian (1937)
- Ghost Town Riders (1938)
- King of the Sierras (1938)
- Prairie Justice (1938)
- Guilty Trails (1938)
- Black Bandit (1938)
- Rebellious Daughters (1938)
- Where the West Begins (1938)
- Дух молодості (1938)
- The Mad Empress (1939)
- Sky Patrol (1939)
- Stunt Pilot (1939)
- Double Deal (1939)
- Wolf Call (1939)
- Mystery Plane (1939)
- The Phantom Stage (1939)
- That Gang of Mine (1940)
- Boys of the City (1940)
- Forbidden Trails (1941)
- Road to Happiness (1941)
- The Gunman from Bodie (1941)
- Reg'lar Fellers (1941)
- Arizona Bound (1941)
- Dawn on the Great Divide (1942)
- Rhythm Parade (1942)
- 'Neath Brooklyn Bridge (1942)
- Оповитий зеленню опівночі (1942)
- City of Silent Men (1942)
- Down Texas Way (1942)
- Inside the Law (1942)
- Ghost Town Law (1942)
- Чорні дракони (1942)
- Mr. Wise Guy (1942)
- Below the Border (1942)
- Death Valley Rangers (1943)
- Примарний вершник (1943)
- Євангеліє шести пістолетів (1943)
- Техаський малий (1943)
- Mr. Muggs Steps Out (1943)
- Втеча злочинців (1943)
- Spotlight Scandals (1943)
- Here Comes Kelly (1943)
- The Law Rides Again (1943)
- Ghosts on the Loose (1943)
- Wings Over the Pacific (1943)
- Незнайомець з Пекоса (1943)
- Sarong Girl (1943)
- Clancy Street Boys (1943)
- Людина-мавпа (1943)
- Kid Dynamite (1943)
- You Can't Beat the Law (1943)
- Minstrel Man (1944)
- Block Busters (1944)
- Return of the Ape Man (1944)
- Follow the Leader (1944)
- Voodoo Man (1944)
- Million Dollar Kid (1944)
- Нальотчики з кордону (1944)
- Why Girls Leave Home (1945)
- Dangerous Intruder (1945)
- Courtin' Trouble (1948)
- Outlaw Brand (1948)
- Cowboy Cavalier (1948)
- Roaring Westward (1949)
- Brand of Fear (1949)
- Gun Law Justice (1949)
- Bandit Queen (1950)
- Border Rangers (1950)
- Train to Tombstone (1950)
- Gunfire (1950)
- I Shot Billy the Kid (1950)
- Western Pacific Agent (1950)
- Radar Secret Service (1950)
- Leave It to the Marines (1951)
- Savage Drums (1951)
- Little Big Horn (1951)
- Pier 23 (1951)
- Roaring City (1951)
- Mask of the Dragon (1951)
- Fingerprints Don't Lie (1951)
- Three Desperate Men (1951)
- The Great Jesse James Raid (1952)
- Sins of Jezebel (1953)
- The Black Pirates (1954)
- Stagecoach to Fury (1956)
- Naked Gun (1956)
- Yaqui Drums (1956)
- Massacre (1956)
- Diamond Safari (1958)
- She Devil (1958)
- The Two Little Bears (1961)
- The Silent Call (1961)
- The Little Shepherd of Kingdom Come (1961)
- Sniper's Ridge (1961)
- Hand of Death (1962)
- Womanhunt (1962)
- That Tennessee Beat (1966)